# St. John's International Women's Film Festival
St. John's International Women's Film Festival (SJIWFF) es un festival de cine anual con sede en St. John's, Terranova y Labrador, que destaca las películas realizadas por mujeres. Es uno de los festivales más antiguos del mundo dedicado al cine realizado por mujeres. Creado en 1989, el festival incluye un programa anual de proyecciones de películas, talleres y otros actos de promoción de las mujeres cineastas. El principal acontecimiento es un Film Forum, de cinco días de duración, que se celebra en octubre, con varios miles de asistentes y cientos de obras presentadas.

## Historia
En 1989, el festival comenzó como una única noche de proyecciones. Establecido como una organización sin ánimo de lucro, el St. John's International Women's Film Festival adoptó la misión de apoyar y promover a las mujeres cineastas. Desde su creación, el festival y la organización han crecido hasta incluir talleres durante todo el año, proyecciones de largometrajes y cortometrajes, paneles y actividades de divulgación, que culminan en un Film Forum de cinco días, que atrae a asistentes y propuestas de todo el mundo. En 2018, más de 6500 personas asistieron al festival. El festival de 2020 se realizó de manera virtual debido a la pandemia de COVID-19.
El SJIWFF proyecta documentales, cortometrajes y largometrajes escritos y/o dirigidos por mujeres (autoidentificadas). Presenta películas de talentos locales de Terranova y Labrador, así como de artistas canadienses e internacionales. El festival no es competitivo, ya que su objetivo es apoyar a los artistas. Desde 2010, el festival concede el premio RBC Michelle Jackson Emerging Filmmaker Award, un galardón anual otorgado por expertos a la producción de un cortometraje realizado por una directora prometedora.

## Reconocimientos
El festival ha sido reconocido como un festival y organización líderes en la región, a nivel nacional e internacional. En diciembre de 2020, recibió el premio Boundary Pusher Award de los Business Resilience Awards de la Junta de Comercio de St John. Entre los galardones locales se incluyen el Most Valuable Player in Local Film and Television award (2015-2018) en el Best of St. John's del periódico The Overcast, y también el premio al Mejor Evento Artístico Local (2017). Los reconocimientos nacionales incluyen el galardón de Telefilm Canada en 2016, por su trabajo sobre la paridad de género, Women in Film and Television Vancouver otorgó a SJIWFF el premio Please Adjust Your Set en 2015 por su destacado liderazgo en la promoción de la diversidad de género. El SJIWFF fue incluido en la lista de USA Today de 10 Festivals Worth Traveling For (10 Festivales que Vale la Pena Visitar).